# Драгољуб Мирјанић
Драгољуб Мирјанић (Романовци, 2. новембар 1954) српски је физичар, биофизичар, професор, некадашњи ректор Универзитета у Бањалуци и члан Академије наука и умјетности Републике Српске.

## Биографија
Рођен је 1954. у Романовцима код Градишке. Дипломирао је 1977. на Природно-математичком факултету Универзитета у Новом Саду, магистрирао у Загребу 1981, а докторирао 1983. са докторском тезом „Анализа диелектричних особина молекуларних кристала и фероелектрика“ на на Природно-математичком факултету Универзитета у Новом Саду. Професор је физике и биофизике Машинског факултета Универзитета у Бањалуци, Технолошког факултета Универзитета у Бањалуци, Медицинског факултета Универзитета у Бањалуци, и Пољопривредног факултета Универзитета у Бањалуци. 
Био је члан Друштва математичара, физичара и астронома Југославије, Друштва за микроелектронске дијелове и материјале Југославије, Друштва физичара Југославије, Европског друштва физичара, Америчког библиографског института, експерт Савезног комитета Југославије за науку, технологију и информатику, и других научних друштава. Председник је и Друштва физичара Републике Српске, био је председник Ректорске конференције Републике Српске, члан Савјета за реформу образовања у Републици Српској, и Савјета за унапређење високог образовања у Републици Српској.
Био је ректор Универзитета у Бањалуци у периоду од 1992. до 2006. године. Члан је Балканске академије наука и самоодрживог развоја од 2001, и редовни члан Академије наука и умјетности Централне Европе од 1997. Дописни члан Академије наука и умјетности Републике Српске је постао 27. јуна 1997, а редовни 21. јуна 2004. Обаваља дужност генералног секретара Академије, и члана председништва АНУРС. У периоду од 1996. до 1998. је био потпредседник Републике Српске.

## Дела
Аутор је девет уџбеника, и преко 150 научних радова.
- Мирјанић Драгољуб: Животни и стваралачки пут Николе Тесле, Зборник радова „Идеје Николе Тесле“, Академија наука и умјетности Републике Српске, Бањалука (2006)
- Мирјанић Драгољуб: Болоњски просец и нови модел Универзитета, Зборник радова „Споменица Рајку Кузмановићу“, Академија наука и умјетности Републике Српске, Бањалука (2006)
- Мирјанић Драгољуб: Високо образовање у Републици Српској 1992. – 2007. Зборник радова научног скупа „Република Српска – петнаест година постојања и развоја“, Академија наука и умјетности Републике Српске, Бањалука (2007)
- Мирјанић Драгољуб: Научноистраживачки капацитети у Републици Српској и њихово укључивање у европски истраживачки простор, Научни скуп „Република Српска – петнаест година постојања и развоја“, Академија наука и умјетности Републике Српске, Бањалука, 26-27. јуни 2007.